# 鹿児島神社 (鹿児島市)

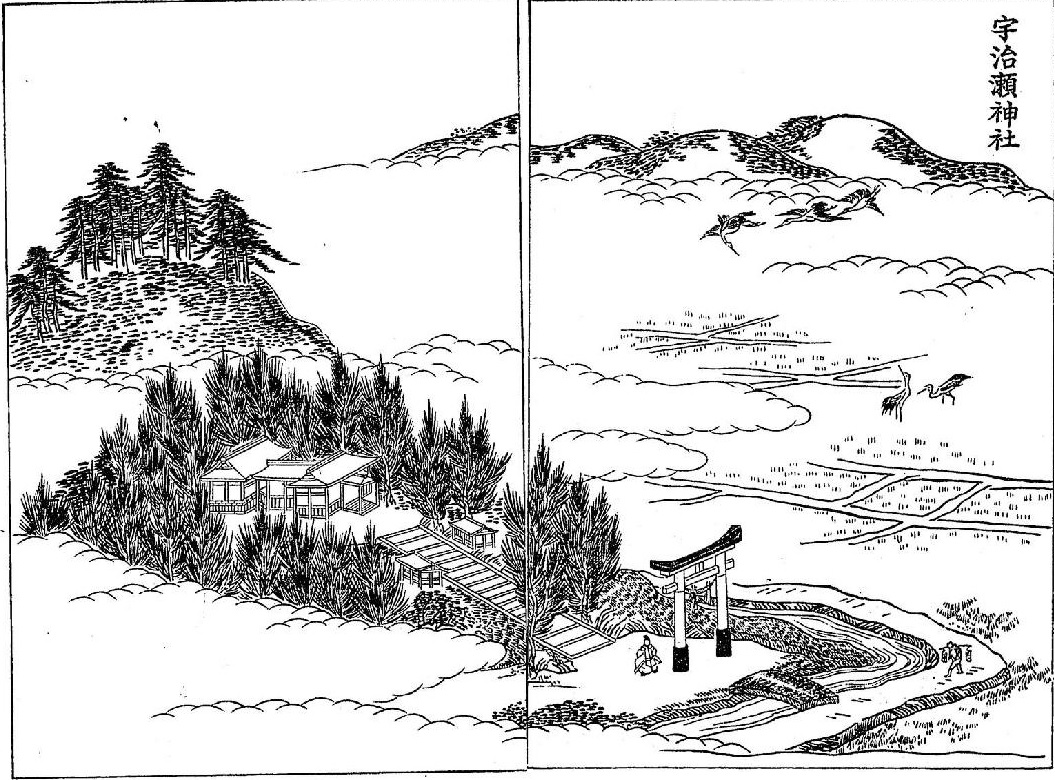
江戸期の宇治瀬神社の絵図（三国名勝図会第三巻より）

鹿児島神社（かごしまじんじゃ）は鹿児島県鹿児島市草牟田二丁目に鎮座する神社。旧くは「宇治（氏）瀬神社」と称された国史見在社で、旧社格は県社。鹿児島一円の地主神と伝えられ、藩政時代には鹿児島三社（一之宮神社、鹿児島神社、川上天満宮）のうちの一社とされ、二之宮とも呼ばれていた。鹿児島県護国神社に隣接する。

## 祭神
豊玉彦命、天津日高彦火火出見尊、豊玉姫命、豊受大神の4柱を祭神とする。彦火火出見尊（山幸彦ともいう）と豊玉姫命は夫婦神、豊玉彦命は豊玉姫命の父神である海神の大綿津見神の別称とされる。
また、「開聞十八社の其一所」で、「祭る所は龍神たるべく、二月の祭より宇都瀬といい、十月より宇津佐とい」ったという。

## 由緒
社伝によると、彦火火出見尊（山幸彦）が綿津見宮に行かれた折、豊玉彦命は心を尽くして彦火火出見尊に仕えられたが、其の誠忠偉勲の功を称える為、彦火火出見尊の御子の鵜葺草葺不合命が創祀されたと伝えられる。
創建年代は不詳であるが、『日本三代実録』貞観2年（860年）3月20日条に「薩摩國従五位下鹿児島神に従五位上を授く。氏神は鹿児島の地主神なり」と記された薩摩国「鹿児島神」に充てられるので、平安前期以前に創建されていたのは間違いない（尚、関連が深い垂水市の鹿児島神社は奈良時代末期の創建と伝わる）。
当神社は、往古は錦江湾に浮かぶ「神瀬の小島」なる島に鎮座していたといわれており、山手にありながら「海の神」として崇められてきたのもこの伝承を裏付けるものと考えられる。
当神社が、現在の草牟田の地に遷座するまでの経緯については神社境内の御由緒によると、神瀬の小島から一旦桜島の横山に移り室町時代の頃に現在地に遷座したとされる。また一説には、神瀬の小島から原良村に遷座しその後草牟田の現在地に遷座したとするものもある。
当神社の石鳥居は、かつて桜島の袴腰地区にあった「神瀬の小島」の遥拝所の鳥居で、その当時のものと伝えられている。（現在は新しい鳥居に取り替えられており、この石鳥居は社殿の横の奥に置かれている）
旧名の「宇治（氏）瀬」とは、当神社のかつての鎮座地、錦江湾の「神瀬の小島」にかかる瀬のいと早く渦巻く様とも、また昔当神社前を流れていた甲突川のその早瀬の逆巻く様からきているともいわれている。
また、『三国名勝図会』によると甲突川という名前自体が、当神社の例祭の月（2月、10月）を「神月（こうつき）」と称したことに由来し、「神月川」から現在の名称に変わったという説もある。
古来上下から尊崇されたが、応永年中（14世紀末から15世紀中頃）に島津元久によって社殿が建立されるなど島津氏による崇敬も篤く、藩政時代には家久以下代々の薩摩藩主から鹿児島三社（一之宮神社、鹿児島神社、川上天満宮）のうちの一社（二之宮）とされ、家督を相続するとまず初めに当神社に参詣する例とされた。
安政6年（1859年）には正一位の位記が授けられた。明治5年（1872年）に県社に列した。
「鹿児島神社」は垂水市にもあり（鹿児島神社、別名「下宮神社」）、霧島市の鹿児島神宮も古名を「鹿児島神社」という。3つの鹿児島神社を直線で結ぶと桜島を囲む二等辺三角形になり、これらの神社は元々は桜島（古くは鹿児島と呼ばれたとする説がある）を神体として祀る神社だったとする説もある。

## 祭祀
かつては2月朔から18日まで祭りが行われ、その間は領主、藩主といえども他国は勿論、他所へ赴くことも禁じられていたという。